# Rush (album)
Rush je debitantski studijski album kanadskog progresivnog rock sastava Rush. Album je 1. ožujka 1974. godine u Kanadi objavila Rusheva vlastita diskografska kuća Moon Records, dok ga je u ostatku svijeta objavio Mercury Records. Ovo prvo glazbeno izdanje sastava prikazuje hard rock zvuk tipičan za mnoge popularne rock skupine koje su nastale početkom 1970-ih. Članovi Rusha bili su obožavatelji grupa kao što su Led Zeppelin i Cream te se ti utjecaji mogu čuti u većini pjesama na albumu.
Izvorni je bubnjar John Rutsey svirao bubnjeve na svim skladbama na albumu, ali nije bio u mogućnosti ići na produljene turneje zbog dijabetičkih komplikacija te ga je grupa otpustila nakon objave albuma. Rutsey je izvorno bio i tekstopisac sastava, ali kad je grupa ušla u studio, nije želio iskoristiti svoje tekstove za pjesme na ovom albumu, pa su basist i pjevač Geddy Lee te gitarist Alex Lifeson napisali vlastite tekstove umjesto njega. Rutseyja je ubrzo zamijenio Neil Peart, koji je i danas bubnjar grupe, kao i njen glavni tekstopisac.

## Snimanje i produkcija
Izvornim je procesom snimanja rukovodio producent Dave Stock u studiju Eastern Sound Studios u Torontu. Snimanja su bila zakazana u kasne noćne sate zbog niskog budžeta skupine, a u to su doba tarife studija bile najniže. Stock je također radio i na debitantskom singlu skupine (obradi pjesme "Not Fade Away" Buddyja Hollyja na čijoj je B-strani bila originalna skladba "You Can't Fight It"). "You Can't Fight It" izvorno je trebala biti uklopljena u album, ali je na kraju bila otpisana. Dvije snimke iz studija Eastern Sound, "In the Mood" i "Take a Friend", bile su uključene u konačnu inačicu albuma.
Međutim, Rush nije bio zadovoljan kvalitetom prvog procesa snimanja. Preselio se u studio Toronto Sound Studios te je samostalno producirao naknadne snimke, postižući pritom značajan napredak u kvaliteti zvuka. Presnimio je nove dionice preko postojećih pratećih dijelova u skladbama "What You're Doing", "Before and After" i "Working Man". Skladbe s najnaprednijom produkcijom bile su u potpunosti snimljene u Toronto Soundu: "Finding My Way", "Need Some Love" i "Here Again". Ove su nove skladbe zamijenile prethodne snimke. Oba su studija koristila 8-kanalne magnetofone, što je za 1973. godinu bilo vrlo zastarjelo, ali je grupa brzo naučila kako se najbolje okoristiti dostupnom tehnologijom.
U srpnju 2008. Rush je otkrio staru inačicu "Working Mana" koju je činila alternativna gitarska solistička dionica. Skupina je dozvolila autorima videoigre Rock Band korištenje master snimki kako bi uključili skladbu u videoigru. Ova inačica skladbe, znana kao "Working Man (Vault Edition)", bila je objavljena u digitalnoj inačici za igru te je kasnije, 22. srpnja 2008., bila objavljena i na iTunesu.

## Objava
Sastav i njegov menadžment osnovali su svoju vlastitu tvrtku, Moon Records, i objavili album u Kanadi. Izvorna je gramofonska ploča Moon Recordsa bila objavljena u samo 3.500 primjeraka (kataloški broj MN-100). Prva je inačica ploče sadržavala etiketu krem boje s plavim logotipom Moon Recordsa i crnim slovima.
Primjerak albuma ubrzo je dobio WMMS, radio stanica iz Clevelanda, Ohija. Donna Halper, DJ koji je radio na stanici, odabrala je skladbu "Working Man" i postavila ju na redovni popis za reprodukciju. Budući da je skladba potaknula zanimanje slušatelja koji su preko poziva htjeli saznati gdje bi mogli kupiti album, primjerci albuma Moon Recordsa bili su uvezeni u područje Clevelanda i bili brzo rasprodani. U dokumentarnom filmu iz 2010. godine, Rush: Beyond the Lighted Stage, Halper je izjavila da je "Working Man" ("Radnik") bila savršena za clevelandsku rock publiku jer je 1974. godine to još uvijek uglavnom bio tvornički grad. WMMS je kasnije sponzorirao jedan od prvih Rushevih nastupa u SAD-u koji se dogodio 26. kolovoza 1974. u Clevelandu.
Popularnost albuma u Clevelandu brzo je dovela do reizdavanja albuma kojim je rukovodio Mercury Records. Prva je kanadska Mercuryjeva inačica albuma na standardnoj crvenoj Mercuryjevoj etiketi rijetka gotovo kao i Moonova inačica. Također je sadržavala i Moonov kataloški broj MN-100.
Nakon toga je menadžer Ray Danniels prikupio dodatnih 9.000 dolara za producenta Terryja Browna kako bi profesionalno remiksao sve snimke i poboljšao im kvalitetu zvuka. Ova je remiksana inačica bila korištena na kasnijim izdanjima albuma, od kojih je većina sadržavala Mercuryjevu "skyline" etiketu umjesto crvene etikete.
Izvorni je logotip albuma bio crven, ali je greškom pri tiskanju postao ružičast. Jedan je od dvaju albuma sastava gdje je naslovnica proizašla iz grešaka pri tiskanju (drugi je album Caress of Steel).

## Popis pjesama
Sve su pjesme napisali Geddy Lee i Alex Lifeson, osim pjesme "In the Mood", koju je napisao Lee.
| 1. | »Finding My Way« | 5:06 |
| 2. | »Need Some Love« | 2:19 |
| 3. | »Take a Friend«  | 4:24 |
| 4. | »Here Again«     | 7:35 |

| B-strana | B-strana            | B-strana | B-strana | B-strana | B-strana | B-strana | B-strana | B-strana | B-strana |
| Br.      | Skladba             | Trajanje |          |          |          |          |          |          |          |
| -------- | ------------------- | -------- | -------- | -------- | -------- | -------- | -------- | -------- | -------- |
| 5.       | »What You're Doing« | 4:22     |          |          |          |          |          |          |          |
| 6.       | »In the Mood«       | 3:34     |          |          |          |          |          |          |          |
| 7.       | »Before and After«  | 5:34     |          |          |          |          |          |          |          |
| 8.       | »Working Man«       | 7:10     |          |          |          |          |          |          |          |
| 40:04    |                     |          |          |          |          |          |          |          |          |

## Recenzije
Greg Prato, glazbeni kritičar sa stranice AllMusic, dodijelio je albumu dvije od pet zvjezdica te je komentirao: "Rushev je istoimeni debitantski album, koliko je god to moguće, nekarakterističan u pogledu njegovog čuvenog žestokog progresivnog rocka (usavršenog na budućim albumima kao što su Hemispheres, Moving Pictures, itd.). Umjesto složenih aranžmana i obazrivih tekstova, na Rushu sastav u cijelosti zvuči gotovo identično kao Led Zeppelin -- blues rifovi spojeni s "baby, baby" tekstovima. Glavni razlog za različit zvuk i glazbeni smjer bio je taj što tekstopisac i bubnjar Neil Peart još nije bio član grupe. Bubnjar John Rutsey bio je član izvorne postave, koju su također činili Geddy Lee (basist i pjevač) i Alex Lifeson (gitarist). Gotovo je nemoguće čuti himničnu "Finding My Way" i ne zamisliti Roberta Planta koji nadaleko vrišti, ili Jimmyja Pagea kako svira rifove na improviziranoj "Working Man", ali Rush je i dalje bio u fazi formiranja. Nema sumnje da su Lee i Lifeson već bili snažni instrumentalisti, ali takve predvidljive skladbe poput "In the Mood" i "What You're Doing" dokazuju da je Peart nedvojbeno bio komadić slagalice koji je nedostajao. Dok dugogodišnji obožavatelji Rusha mogu prihvatiti njegov debitantski album jer se nikad nije vratio ovom stilu, novi bi se slušatelji trebali držati njegovih klasika iz kasnijih godina."

## Zasluge
| Rush - Geddy Lee – vokali, bas-gitara - Alex Lifeson – prateći vokali, gitara - John Rutsey – prateći vokali, bubnjevi | Ostalo osoblje - Robin McBride – izvršna produkcija - Terry Brown – remiksanje - Paul Weldon – naslovnica - Bob Ludwig – mastering - Brian Lee – mastering |